# Oud-Loosdrecht
Oud-Loosdrecht  est une ville de la province de Hollande-Septentrionale aux Pays-Bas. Elle fait partie de la commune de Wijdemeren.
Le village de Oud-Loosdrecht compte 471 habitants (2005). Le district statistique (village et environs) a une population d'environ 1 770 personnes (2005).[réf. nécessaire]

## Commune de Wijdemeren

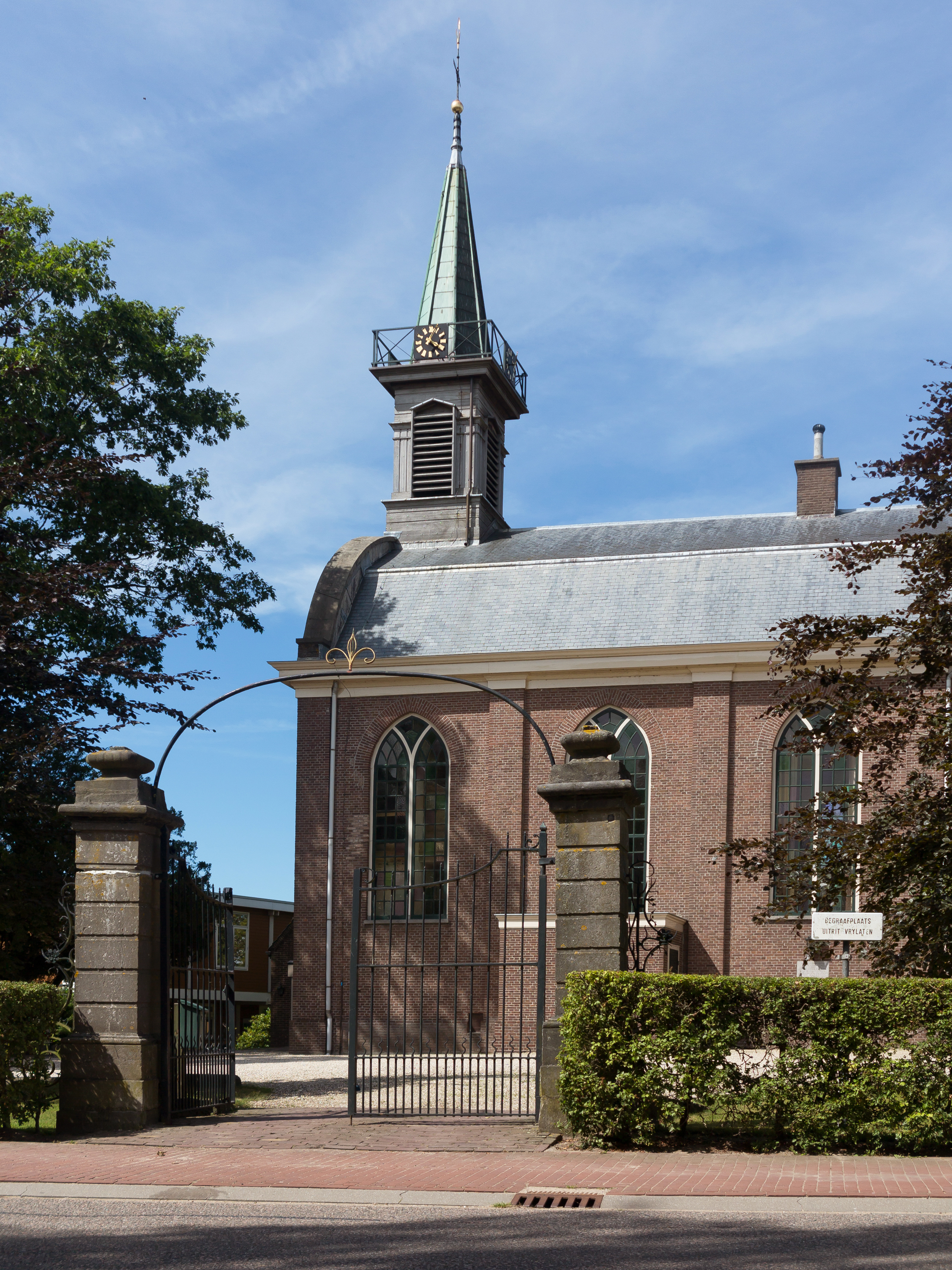
L'église protestante
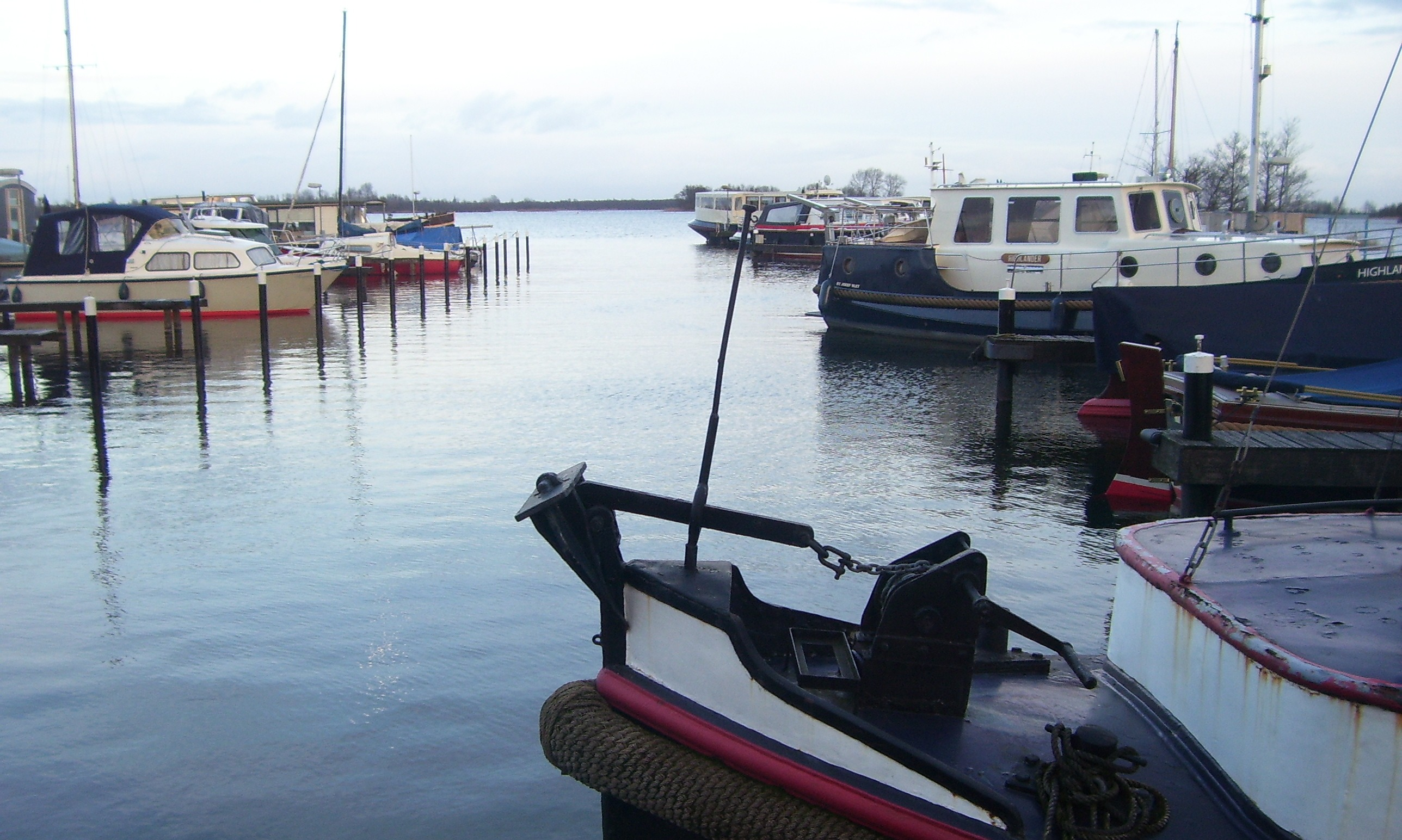
Vue sur le lac Loosdrechtse Plassen le long de Veendijk
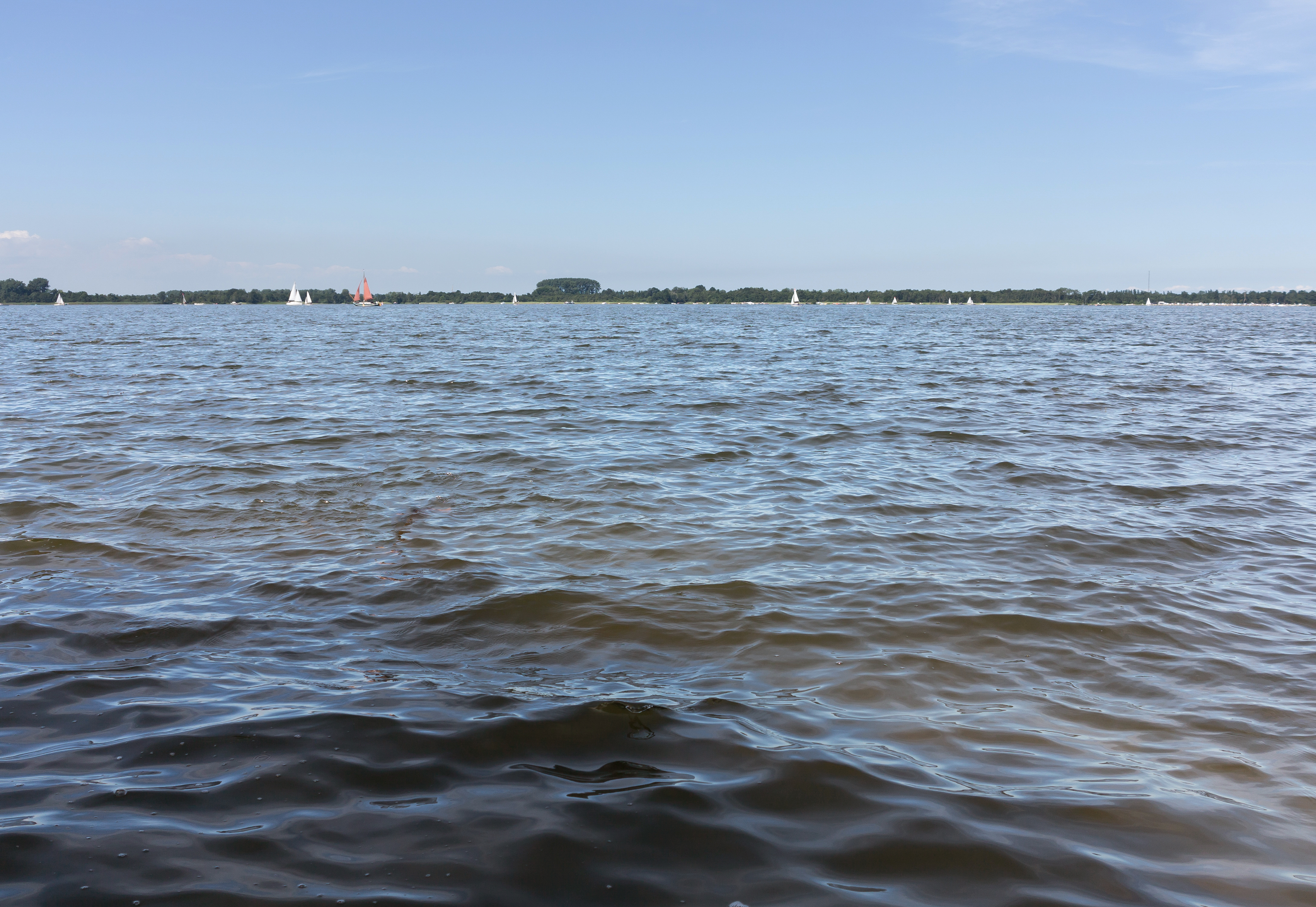
Les Loosdrechtse Plassen entre Oud-Loosdrecht et Loenen ad Vecht
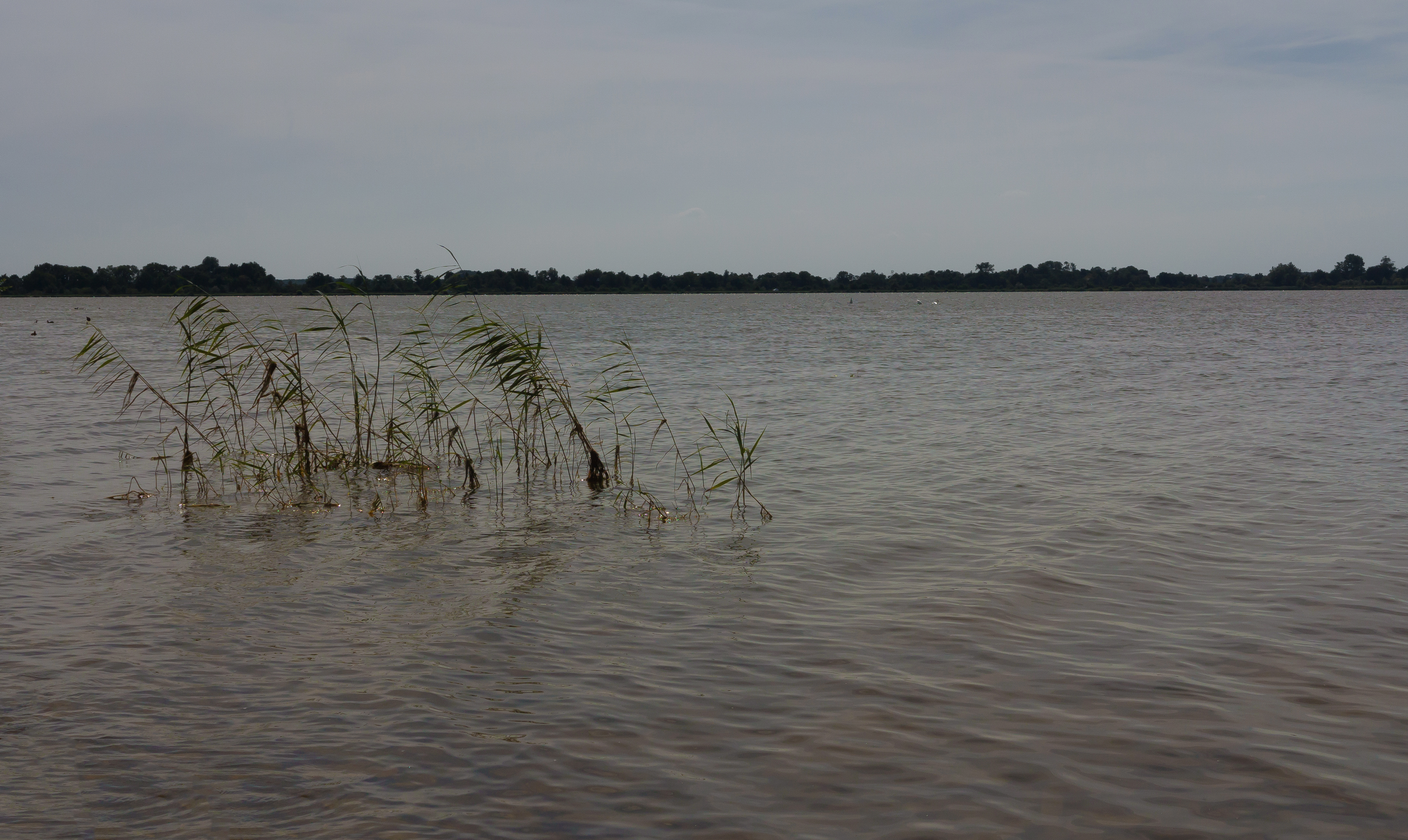
Les Loosdrechtse Plassen près Oud-Loosdrecht